# Morinda leparensis
Morinda leparensis är en måreväxtart som beskrevs av Theodoric Valeton. Morinda leparensis ingår i släktet Morinda och familjen måreväxter. Inga underarter finns listade i Catalogue of Life.